# Константиновская (Шенкурский район)
Константиновская — деревня в Шенкурском районе Архангельской области. Входит в состав муниципального образования «Ровдинское».

## География
Деревня расположена в южной части Архангельской области, в таёжной зоне, в пределах северной части Русской равнины, в 49 километрах на юг от города Шенкурска, на левом берегу реки Пуя, притока Ваги. Ближайшие населённые пункты: на севере деревня Забейновская. 
Часовой пояс
Константиновская, как и вся Архангельская область, находится в часовой зоне МСК (московское время). Смещение применяемого времени относительно UTC составляет +3:00.

## Население
| 2002 | 2010 | 2012 |
| ---- | ---- | ---- |
| 38   | ↘33  | ↘31  |

## История
Указана в «Списке населённых мест по сведениям 1859 года» в составе Шенкурского уезда(1-го стана) Архангельской губернии под номером «2084» как «Константиновская». Насчитывала 16 дворов, 48 жителей мужского пола и 47 женского. Также в поселении находилось два завода..
В «Списке населенных мест Архангельской губернии к 1905 году» село Константиновское(Плотицино) насчитывает 26 дворов, 73 мужчины и 85 женщин.  В административном отношении деревня входила в состав Устьпуйского сельского общества Ровдинской волости, также здесь располагалась Земская (разгонная) станция.
На 1 мая 1922 года в поселении 33 двора, 66 мужчин и 97 женщин.